# Жизель Казадезюс
Жизе́ль Казадезю́с (фр. Gisèle Casadesus; 14 червня 1914 — 24 вересня 2017) — французька акторка.

## Біографія
Народилася в XVIII окрузі Парижа в родині композитора Анрі Казадезюса і арфістки Марі-Луїз Беетз. У 1934 році, після закінчення Вищої національної консерваторії драматичного мистецтва, приєдналася до трупи Комеді Франсез. У тому ж році вийшла заміж за актора Люсьєна Паскаля, від якого народила чотирьох дітей, двоє з який (Жан-Клод Казадезюс і Доменік Пробст) пішли по стопах діда і стали музикантами.
Визнання публіки і похвали критиків актриса отримала за свої численні ролі в Комеді Франсез, де до останніх років була почесним членом трупи. З 1943 року Казадезюс також регулярно знімається в кіно і на телебаченні. Серед більш ніж п'ятдесяти фільмів з її участю такі картини як «Гесклен» (1948), «Скажений баранчик» (1973), «Вердикт» (1974), «Вірна жінка» (1976), «Чоловік і жінка: спосіб застосування» (1996), «Діти природи» (1998), «Замкнене коло» (2009), «Чистий аркуш» (2010), «Жінка і чоловіки» (2010) і «Її звуть Сара» (2010).
29 березня 2013 року актрисі було присуджено звання великого офіцера ордена Почесного легіону. Крім цього вона також має звання офіцера ордена Мистецтв і літератури та кавалера Великого хреста ордена «За заслуги». У 2003 році Казедезюс була удостоєна почесної премії «Мольєр» за свою багаторічну акторську кар'єру.

## Фільмографія
- 1948 — Гесклен